# Rosyjska Grupa w Ochronie Antypirackiej Hongkongu
Rosyjska Grupa w Ochronie Antypirackiej Hongkongu (ros. Русская Группа в антипиратской охране Гонконга) – oddział złożony z Rosjan w formacji policyjnej w Hongkongu w latach trzydziestych XX wieku.
W 1930 roku Brytyjczycy utworzyli w Hongkongu 100-osobowe policyjne siły antypirackie, co było związane z rosnącym zagrożeniem ze strony chińskich piratów dla europejskich statków przypływających do portu z miast północnych Chin. Z inicjatywy szefa policji inspektora generalnego Edwarda Wolfe'a zostało zwerbowanych 32 rosyjskich imigrantów, którzy stali się rdzeniem nowej formacji. Służyli oni wcześniej w Samodzielnym Rosyjskim Oddziale Szanghajskiego Korpusu Ochotniczego.
Podpisywali kontrakty na 3 lata służby, po której mieli 3-miesięczny okres wypoczynku i mogli ponownie nająć się do służby. Konstable otrzymywali 95, zaś sierżanci 120 hongkońskich dolarów miesięcznie. Członkowie Ochrony Antypirackiej pływali na statkach tych kompanii, które za to zapłaciły. Rosjanie odpowiadali za ochronę statków kanadyjskiej kompanii Canadian Pacific Steamships Ocean Services Ltd. Załogi składały się albo z dwóch rosyjskich sierżantów i ośmiu konstabli pod dowództwem brytyjskiego oficera, albo z rosyjskiego sierżanta, konstabla i 6-7 Chińczyków na czele z brytyjskim oficerem. Każda załoga miała przydzielony karabin maszynowy.
Poza ochroną statków Rosjanie pełnili służbę policyjną na przystaniach, gdzie mieli prawo kontrolować wszystkie chińskie jednostki pływające. W Ochronie Antypirackiej służyli m.in. sierżant Biakow, Barowienko, Czerniew, Hrejt, konstabl Iwanczenko, sierżant G.K. Rusakow, Łuszpin.
Do jednego z najpoważniejszych starć zbrojnych z piratami doszło latem 1933 roku. Rosyjska załoga frachtowca została napadnięta na Morzu Żółtym przez piratów i po krwawej walce wybita do nogi.
Ochrona Antypiracka Hongkongu została zlikwidowana po zajęciu miasta przez Japończyków 25 grudnia 1941 roku.